# Адріан Гонсалес Моралес
Адріан Гонсалес Моралес (ісп. Adrián González Morales, нар. 25 травня 1988, Мадрид) — іспанський футболіст, півзахисник клубу «Фуенлабрада».
Виступав за юнацькі та молодіжну збірні Іспанії.

## Клубна кар'єра
Народився 25 травня 1988 року в Мадриді. Вихованець академії клубу «Реал Мадрид».
У дорослому футболі дебютував 2006 року виступами за команду дублерів «Реал Мадрид Кастілья», в якій провів один сезон, взявши участь у 38 матчах чемпіонату.
За головну команду «вершкових» в офіційнийх іграх так й не дебютував, натомість у 2007—2008 роках віддавався в оренду до друголігових команд «Сельта Віго» та «Хімнастік» (Таррагона).
Того ж 2008 року остаточно залишив «Реал» і протягом наступного десятиріччя грав в елітній Ла-Лізі за «Хетафе», «Расінг» (Сантандер), «Райо Вальєкано», «Ейбар» та «Малагу». 2018 року остання команда не змогла зберегти прописку у найвищому іспанському дивізіоні, і протягом наступних двох сезонів Адріан захищав її кольори на рівні Сегунди.
Згодом 2020 року продовжив виступи у другому дивізіоні, ставши гравцем команди «Реал Сарагоса», а за два роки приєднався до «Фуенлабради».

## Виступи за збірні
2004 року дебютував у складі юнацької збірної Іспанії (U-17), загалом на юнацькому рівні взяв участь у 15 іграх, відзначившись 6 забитими голами. 2007 року у складі збірної 20-річних був учасником тогорічної молодіжної першості світу, де іспанці вибули на стадії чвертьфіналів.
2009 року провів одну гру за молодіжну збірну U-21.